# (100141) 1993 TH5
(100141) 1993 TH5 es un asteroide perteneciente al cinturón de asteroides, descubierto el 8 de octubre de 1993 por el equipo del Spacewatch desde el Observatorio Nacional de Kitt Peak, Arizona, Estados Unidos.